# Sunset Strip

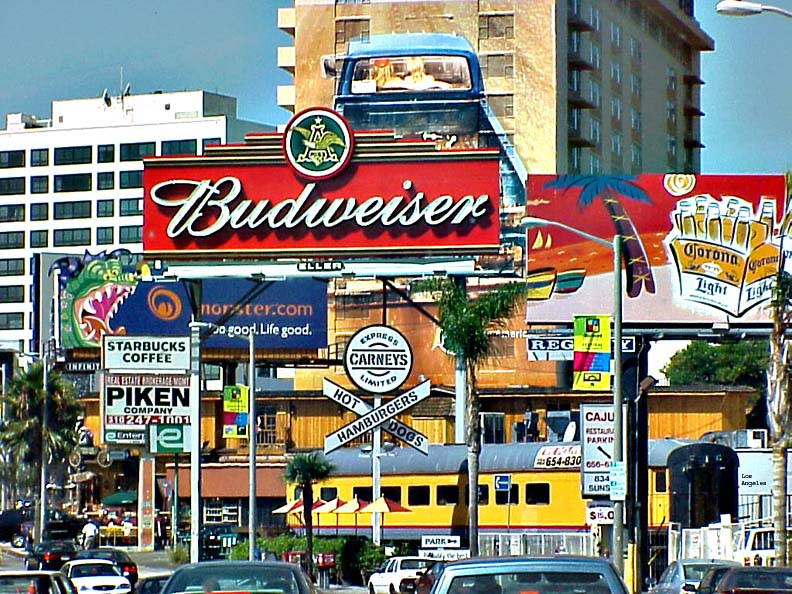
Sunset Strip är känt för den överdådiga reklamen i gatumiljön.

Sunset Strip är ett inofficiellt namn på en del av Sunset Boulevard i West Hollywood. Sunset Strip sträcker sig från östra till västra delen av West Hollywood och är fylld av butiker, restauranger och rock- och nattklubbar. Den är den mest kända delen av Sunset Boulevard. 

## Celebriteter
I Hollywood Hills, som ligger strax ovanför Sunset Strip, bor en lång rad celebriteter. 

## Populärkultur
77 Sunset Strip, en framgångsrik TV-serie som sändes 1958–1964, hade Sunset Strip som filmmiljö.